# De Bouwsteen
De Bouwsteen (in de volksmond ook vaak Bouwstraatschool genoemd) was een Nederlands Hervormde Gemeente School voor uitgebreid lager onderwijs (ULO), gevestigd aan de Bouwstraat 53-55 in de Utrechtse buurt Wittevrouwen . Er zat een dependance op ongeveer 400 meter van deze school, aan de Poortstraat 73. Later werd daar ook een mulo gevestigd.
De school werd in 1914 gesticht, maar het gebouw bestond al langer. Het was voorheen een wijkgebouw dat eigendom was van mejuffrouw Grothe. Zij bood in 1910 de regenten aan het gebouw van haar te kopen. Indien zij er dan een diaconieschool van zouden maken, zou ze de koopsom aan hen teruggeven.
De school had een christelijke identiteit, en was daarom nauw verbonden met de Nieuwe Kerk in de Bollenhofsestraat te Utrecht.
De school werd in 1984 gesloten. In het gebouw is nu een theater gevestigd onder de naam Zimihc, die de school praktisch geheel in de oude staat heeft gelaten op de gymzaal na. Deze is omgebouwd tot theaterzaal. De vroegere kleuterschool achter de lagere school is nu een kindercrèche.